# Wolfgang Stammberger
Wolfgang Stammberger, né le 14 juillet 1920 à Cobourg et décédé le 1er mai 1982 à Cobourg, est un homme politique allemand membre originellement du Parti libéral-démocrate (FDP).
À la suite de la Seconde Guerre mondiale, il participe à la refondation du mouvement libéral en Bavière. Il est nommé ministre fédéral de la Justice dans la coalition noire-jaune en 1961, mais démissionne un an plus tard pour protester contre l'attitude de Franz Josef Strauß dans l'affaire du Spiegel. En 1964, il quitte le FDP, et rejoint le Parti social-démocrate d'Allemagne (SPD), sous les couleurs duquel il est élu maire de la ville de Cobourg en 1970, et réélu en 1974. Il abandonne ce poste et le SPD quatre ans plus tard.

## Biographie
Après avoir obtenu son Abitur en 1939, il entreprend des études supérieures de droit qu'il doit interrompre l'année suivante afin d'accomplir son service militaire dans la Wehrmacht. Il réussit son premier examen juridique d'État en 1946, reçoit son doctorat deux ans plus tard, et passe son second examen en 1949. Il s'installe alors comme avocat.
Marié et père de deux enfants, il est l'oncle de Sabine Leutheusser-Schnarrenberger.

## Activités politique

### Comme militant
En 1946, il participe à la fondation du Parti libéral-démocrate en Bavière (FDP Bayern), dont il préside l'organisation de jeunesse jusqu'en 1948. Il démissionne du parti en 1964 et adhère au Parti social-démocrate d'Allemagne (SPD), qu'il voit comme le nouveau grand parti (volkspartei) libéral.
Il quitte le SPD quatorze ans plus tard, à la suite de la décision de ne pas le réinvestir comme candidat à un troisième mandat à la mairie de Cobourg.

### Dans les institutions
Élu député fédéral de Bavière au Bundestag dans la circonscription de Cobourg avec 52 % des voix en 1953, ce qui en fait un des rares députés du FDP élus au scrutin uninominal majoritaire à un tour, il est désigné président de la commission parlementaire de la Santé quatre ans plus tard. À 37 ans, il est le plus jeune député à occuper ce poste à l'époque.
Le 14 novembre 1961, Wolfgang Stammberger est nommé ministre fédéral de la Justice dans la coalition noire-jaune de Konrad Adenauer. Moins d'un an plus tard, le 30 octobre 1962, il demande à être relevé de ses fonctions du fait de l'attitude de Franz Josef Strauß dans l'affaire du Spiegel : le ministre fédéral de la Défense a en effet saisi le procureur général fédéral d'une plainte contre le Spiegel sans en informer son collègue de la Justice, qui a pourtant la tutelle sur le parquet fédéral. Cette démission est effective le 19 novembre, en même temps que celles des autres ministres du FDP. La coalition est reformée le 14 décembre, sans lui ni Strauß.
À la suite de sa démission du FDP, il rejoint le groupe parlementaire SPD en 1964. Il quitte le Bundestag cinq ans plus tard, et se voit élu maire de Cobourg en 1970. Réélu en 1974, un conflit avec le groupe municipal SPD bloque sa réinvestiture en 1978, et il se retire alors de la vie politique.